# Magdalena Peñasco
Magdalena Peñasco är en kommun i Mexiko.   Den ligger i delstaten Oaxaca, i den sydöstra delen av landet, 290 km sydost om huvudstaden Mexico City.
Följande samhällen finns i Magdalena Peñasco:
- San Isidro
- Ignacio Zaragoza
- Guadalupe Peñasco
- Pueblo Viejo
- La Cumbre
- San Juan del Río
- Cabacúa
- Cuesta Blanca
- Mirasol